# Lejre (plaats)
Lejre is een plaats in de Deense regio Seeland, gemeente Lejre, en telt 2312 inwoners (2008). In Lejre bevinden zich Sagnlandet Lejre en Lejre Museum.
- Gemeinsame Normdatei: 4292250-1
- Library of Congress Control Number: no00000706
- Nationale Bibliotheek van Tsjechië: ge1165753
- Nationale Bibliotheek van Israël: 987007467738505171
- Virtual International Authority File: 157375066
- WorldCat: E39PBJgXdwrgYjJbJxvgm9jHmd